# Лейла Мамедбекова
Лейла Мамедбекова (на азербайджански: Leyla Ələsgər qızı Məmmədbəyova; 1909, Баку – 1989, Баку) е азербайджанска съветска пилотка, първата пилотка в Кавказ, както и в цяла Южна Европа и Югозападна Азия.

## Биография
Обучава се в Бакинския аероклуб, извършва първия си полет през 1931 г. От 1932 г. продължава обучението си в Тушинското летателно училище в Москва. На 17 март 1933 г. Мамедбекова доброволно скача с парашут от борда на самолет „У-2“, ставайки втората парашутистка (след Нина Камнева) в СССР. През 1934 г. е победителка на състезание по висок скок с парашут сред представители на задкавказките републики. През 1941 г. Мамедбекова е произведена в звание майор от авиацията. По-късно подготвя авиационни кадри в Бакинския ауроклуб.
През Великата Отечествена война на Мамедбекова, като майка на 4 непълнолетни деца (има общо 6), е отказано да отиде на фронта. Бакинският аероклуб е затворен, но Мамедбекова постига разрешение да открие курсове за десантчици и парашутисти, където през годините на войната обучава около 4 хиляди парашутисти и стотици пилоти. От тях Адил Кулиев и Николай Шевердяев стават герои на Съветския съюз. Мамедбекова прави последния си полет през 1949 г.
До пенсионирането си през 1961 г. тя работи като заместник-председател на бакинския клон на ДОСААФ.

## Семейство
Най-големият ѝ син Фирудин участва във Великата Отечествена война, а малкият Ханлар се сражава в арменско-азербайджанския Нагорнокарабахски конфликт от края на ХХ век.

## Памет
Още приживе на Лейла Мамедкова са посветени много стихотворения и филми, включително и стихотворението „Лейла“ от Пенко Вургун, написано през 1935 г.
През 1995 г. за нея е заснет документалният филм „Лейла“ (от поредицата филми „Нашите велики синове и дъщери“, реж. Насим-ръза Исрафилогла).
През 2009 г. в Азербайджан е пусната в обращение пощенска марка, посветена на Мамедбекова.
|  | Тази страница частично или изцяло представлява превод на страницата „Мамедбекова, Лейла Алескер кызы“ в Уикипедия на руски. Оригиналният текст, както и този превод, са защитени от Лиценза „Криейтив Комънс – Признание – Споделяне на споделеното“, а за съдържание, създадено преди юни 2009 година – от Лиценза за свободна документация на ГНУ. Прегледайте историята на редакциите на оригиналната страница, както и на преводната страница, за да видите списъка на съавторите. ВАЖНО: Този шаблон се отнася единствено до авторските права върху съдържанието на статията. Добавянето му не отменя изискването да се посочват конкретни източници на твърденията, които да бъдат благонадеждни. |